# Poliška planina
Poliška planina, 1516 m je planina, ki se nahaja pod južnimi ostenji Montaža. Dostop do planine je mogoč s smeri prelaza Na Žlebeh (tudi Nevejski preval). 
Cesta pelje na planino, kjer je urejeno parkirišče in planinska koča.
S planine so čudoviti pogledi proti Kaninskem pogorju in ledeniku na Kaninu. Proti severu se odpirajo mogočna ostenja Montaža, Vrh Brd, Špika nad Špranjo, proti vzhodu pa se dolina nadaljuje proti Rablju in Trbižu.
Vzponi na vrhove:
Montaž - okoli 3h 30min
Vrh Brda - 3h
Špik Hude police - 2h 45min